# Lasionycta leucocycla
Lasionycta leucocycla là một loài bướm đêm thuộc họ Noctuidae. Nó có thể được tìm thấy ở Scandinavia, Siberia và miền bắc Bắc Mỹ.

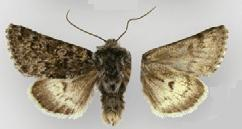
Lasionycta leucocycla hampa

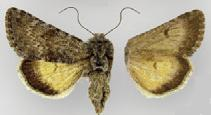
Lasionycta leucocycla hampa female

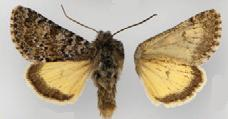
Lasionycta leucocycla hampa male

Sải cánh dài 22–28 mm. Con trưởng thành bay từ tháng 6 đến tháng 7.
Adults feed on the nectar của Silene acaulis, Mertensia paniculata và Senecio species, probably Senecio lugens.
Ấu trùng ăn các loài Dryas octopetala và Astragalus.

## Phụ loài
- Lasionycta leucocycla dovrensis (Bắc Âu)
- Lasionycta leucocycla altaica (Altai)
- Lasionycta leucocycla leucocycla (arctic Bắc Mỹ from Greenland và đảo Ellesmere phía tây đến miền bắc Yukon)
- Lasionycta leucocycla moeschleri (đông Canada từ duyên hải đông của vịnh Hudson và nam Labrador về phía bắc của các đảo bắc cực gần bán đảo Ungava, Quebec)
- Lasionycta leucocycla hampa (White Mountains của New Hampshire)
- Lasionycta leucocycla albertensis (phía trung-tây Alaska và trung Yukon về phía nam Dãy núi Rocky đến cao nguyên Beartooth trên biên giới Montana, Wyoming và Viễn Đông của Nga)
- Lasionycta leucocycla magadanensis (Eurasia)

Lasionycta leucocycla dovrensis trước đây được xem là một phân loài của Lasionycta leucocycla, nhưng có thể lã một loài có hiệu lực, trong trường hợp này Lasionycta leucocycla altaica có thể là phân loài của Lasionycta dovrensis.

## Former subspecies
- Lasionycta leucocycla kenteana (Kentei)
- Lasionycta leucocycla mongolica (Uliassutai)
- Lasionycta leucocycla subfumosa (Northwest Territories)

Lasionycta leucocycla flanda was raised to species level as Lasionycta flanda.